# Bladvass
Bladvass, vass eller rörvass (Phragmites australis) är en art i växtfamiljen gräs som först beskrevs av Antonio José Cavanilles, och fick sitt nu gällande namn av Carl Bernhard von Trinius och Ernst Gottlieb von Steudel. 
Äldre svenska namnformer (1800-tal) är kasa, takrör och skärvass.

## Systematik
Den globalt förekommande bladvassen har generellt beskrivit som arten Phragmites australis.(Cav.) Trin. ex Steud. Ungefär 130 synonymer har föreslagits där några av de mer spridda är Phragmites communis Trin., Arundo phragmites L. och Phragmites vulgaris (Lam.) Crép.
Studier har dock föreslagits att släktet delas upp i fyra arter:
- Phragmites australis (Cav.) Trin. ex Steud. – global utbredning
- Phragmites japonicus Steud. – förekommer i Japan, Korea, Ryukyuöarna och östra Ryssland.
- Phragmites karka (Retz.) Trin. ex Steud. – förekommer i tropiska Afrika, söda Asien, Australien och på vissa Stillahavsöar.
- Phragmites mauritianus Kunth – förekommer i centrala och södra Afrika och på Madagaskar och Mauritius.

Det grekiska ordet phragma betyder "vägg, stängsel". Redan Plinius d.ä. använde Phragmites som namn på bladvassen. Artepitetet australis betyder sydlig, trots att arten finns över stora delar av världen.

## Beskrivning
Bladvass kan bli upp till 5 meter hög och ungefär lika lång under mark, i Norden dock bara 1–4 m hög. Jordstammen är krypande och oftast under vatten. Från denna skjuter strån upp. Bladvassens strån är släta, utan hår eller åsar, och har många nod. Bladen är 20–30 mm breda och kan bli en halv meter långa men oftast mindre. Snärpet är omvandlat till hår. Blomställningen är småax i vippa. Småaxen är violetta och smala, med 2–6 blommor och rikligt med ljusa hår. Vippan är yvig, 10–30 cm lång och sitter kvar hela vintern. Bladvass växer i de flesta sorters sjöar och våtmarker, men trivs bäst i näringsrika sjöar.
Ett vasstrå kallas, i synnerhet i litterära sammanhang, för rö, till exempel i uttrycket som ett rö för vinden.

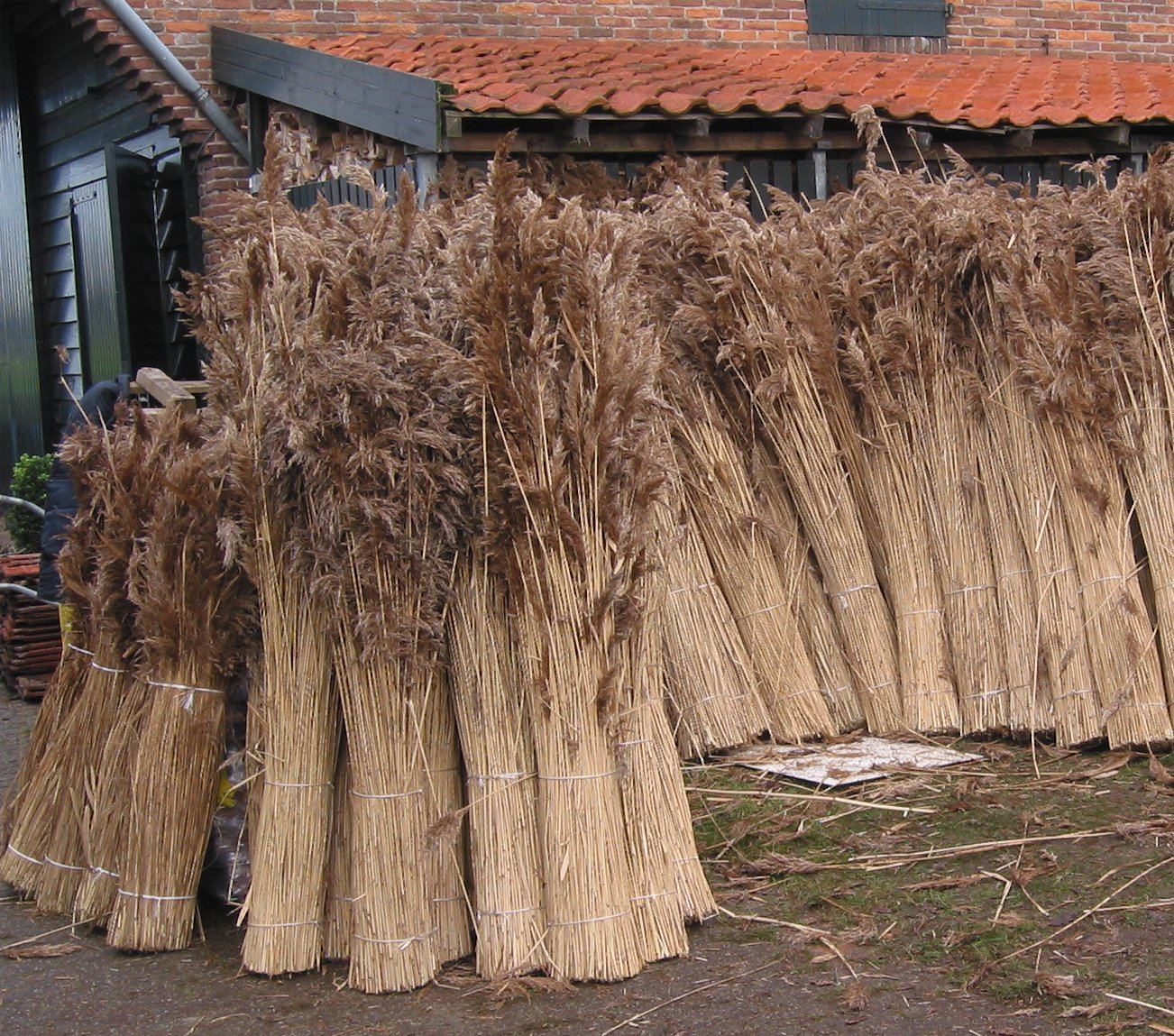
Bladvass i kärvar för taktäckning.

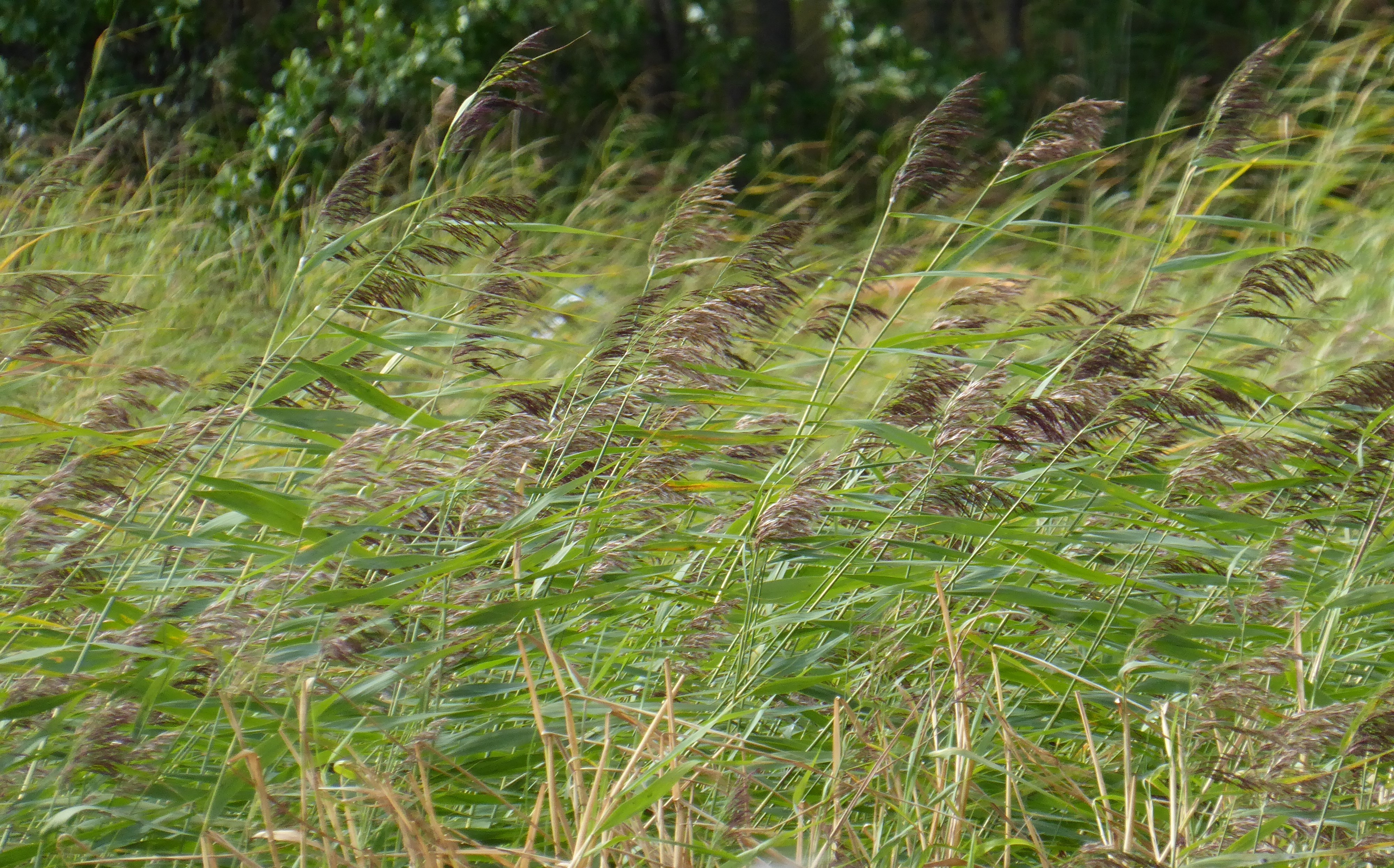
Vassrugge.

## Kultur
Bladvass har använts som konstruktivt element i arkitekturen i Sumer sedan åtminstone 3000 f.Kr. Det används blandat med lera till väggar, och buntat till taktäckning.
Bladvassblad var enligt Bibeln det som Jesusbarnet bäddades med i krubban. Till minne av detta har man haft för sed att strö ut vassblad på golvet i stugan under julhelgen. Detta kan jämföras med bruket att istället för vass strö ut hackat enris på golvet.
Vass användes förr i tiden för utfodring av boskap och även som ett effektivt bränsle. Dessutom kunde den malda rotstocken nyttjas till mjöl vid brödbak. Askan kan användas som ett finfördelat gödningsmedel. 2 1/2 kg torkad vass motsvarar 1 liter olja i värmevärde.[källa behövs]
Då bladvass för hade en bredare användning, var en lämplig plats för skörd av grödan viktig. Sådan plats, där fastighetsägare har/hade rätt att skörda vass kallas "Vattenbol" (äldre stavning: "Vattenbohl" / "Wattenbohl"). 

## Bygdemål

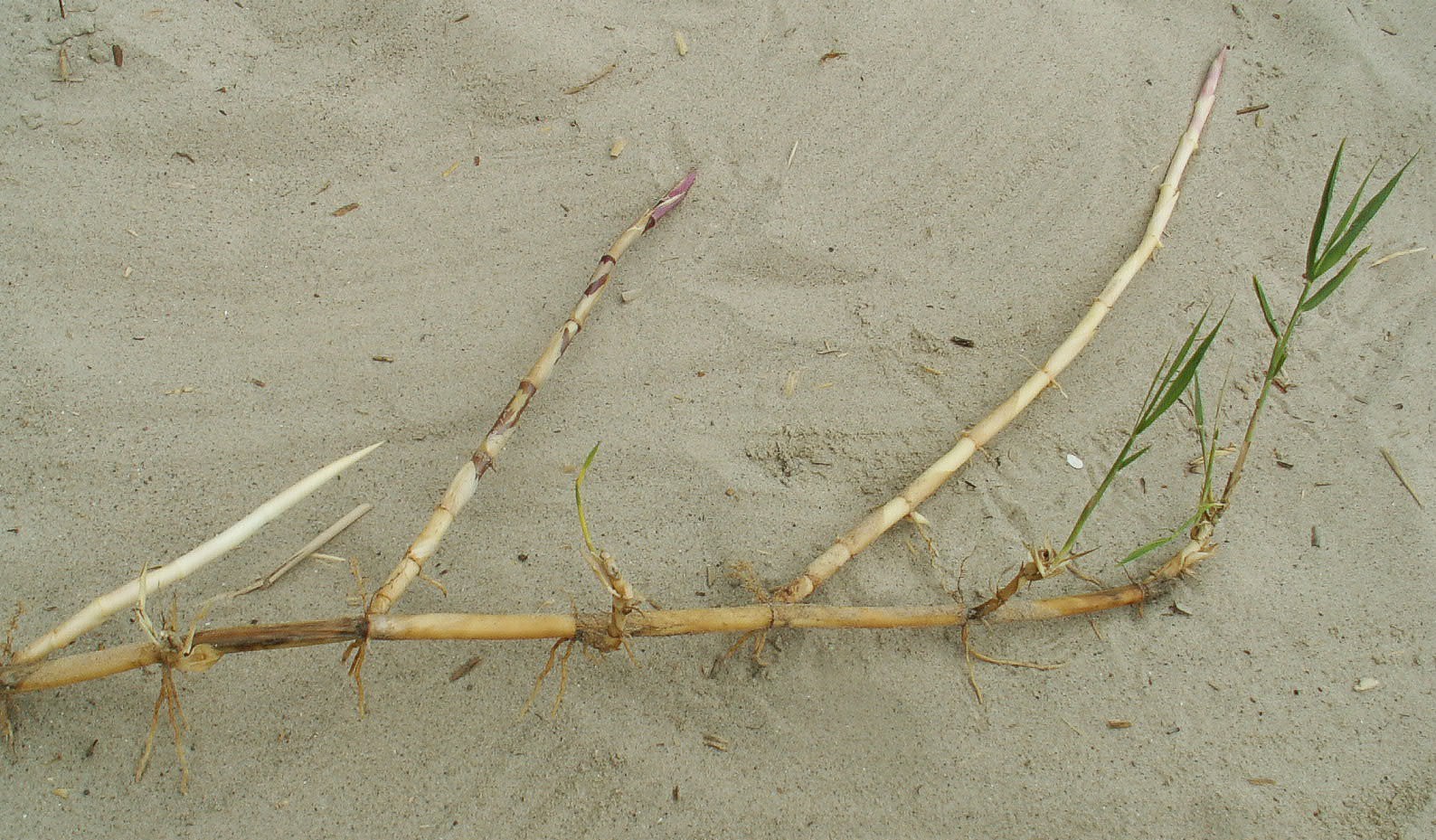
Krypande jordstam (rhizom) hos bladvass.

| Namn    | Trakt        | Not                                                   |
| ------- | ------------ | ----------------------------------------------------- |
| Brake   | Södermanland | [ 9 ]                                                 |
| Blister | Hälsingland  | Samma namn används även för jolster, Salix pentandra) |

## Näringsvärde
Jordstammen innehåller cirka 7 % sockerarter och kan ätas kokt eller rå. Även om den är svårplockad under vinterhalvåret så kan den skördas hela året. Vass betraktas som en av de 14 viktigaste vilda växterna i Sverige i en överlevnadssituation.
Förväxling har skett med den dödligt giftiga roten av sprängört.[källa behövs] Tillagning av sprängörtsrot ger ett välsmakande mos som en stund senare ger upphov till epilepsiliknande anfall, som kan leda till döden.[källa behövs]